# Rupat
Rupat (indonesiano: Pulau Rupat) è un'isola dell'Indonesia, situata nello Stretto di Malacca. Giace pochi chilometri ad est della costa di Sumatra, di fronte alla città di Dumai, da cui la separa lo Stretto di Rupat. L'isola è piatta e paludosa. Di forma circolare, ha un diametro di circa 50 km e una superficie di 1490 km². Amministrativamente fa parte della provincia di Riau, reggenza (kabupaten) di Bengkalis.
Il suo clima è caldo e umido, con piogge abbondanti durante la maggior parte dell'anno. Si dice che la spiaggia di sabbia bianca di Pasir Panjang, che si estende per oltre 17 chilometri di lunghezza e 30 metri di larghezza, sia la più lunga di tutta l'Indonesia.

## Popolazione
L'isola è scarsamente popolata (circa 30 000 abitanti). La popolazione è per la maggior parte di etnia malese e akit, una popolazione indigena che ha mantenuto intatta la propria cultura e stile di vita.